# Референдум про незалежність Словенії
Референдум про незалежність Словенії (словен. Plebiscit o samostojnosti Slovenije) — референдум про незалежність, що відбувся в Республіці Словенія 23 грудня 1990 року. І правляча правоцентристська коаліція, і ліва опозиція підтримали референдум і закликали виборців висловитися за незалежність Словенії.
Виборцям було поставлено запитання: «Чи повинна Республіка Словенія стати незалежною і суверенною державою?» (словен. Ali naj Republika Slovenija postane samostojna in neodvisna država?). Ухваленим 6 грудня 1990 року Законом про плебісцит щодо самостійності та незалежності Республіки Словенія (словен. Zakon o plebiscitu o samostojnosti in neodvisnosti Republike Slovenije) словенський парламент установив поріг дійсності плебісциту на рівні 50 % плюс один голос (абсолютна більшість).

## Результати
26 грудня висліди референдуму офіційно оголосив у парламенті тодішній його голова Франце Бучар. 88,5 % наділених правом голосу виборців (94,8 % учасників) проголосували за незалежність, таким чином перевищивши поріг. 4,0 % проголосували проти незалежності, 0,9 % голосів були визнані недійсними, а 0,1 % виборців повернули свої бюлетені незаповненими. 6,5 % виборців не взяли участі в голосуванні.
Заява Бучара зобов'язувала владу Словенії упродовж шести місяців проголосити незалежність країни. 25 червня 1991 року ухвалено Основну конституційну хартію про суверенітет і незалежність Республіки Словенія, а наступного дня проголошено незалежність, що привело до Десятиденної війни.
| Варіант                           | Голосів   | Відсоток |
| --------------------------------- | --------- | -------- |
| Так                               | 1 289 369 | 95,71    |
| Ні                                | 57 800    | 4,29     |
| Дійсні голоси                     | 1 347 169 | 98,93    |
| Недійсні або невикористані голоси | 14 569    | 1,07     |
| Загалом голосів                   | 1 361 738 | 100 %    |
| Зареєстровані виборці та явка     | 1 499 294 | 90,83    |
| Джерело: Stat.si, Архів Словенії  |           |          |

42 274 людини не змогли проголосувати, бо працювали за кордоном або проходили військову службу чи були на військових навчаннях, через що не були враховані при підрахунку результатів.